# Hylocryptus erythrocephalus
Hylocryptus erythrocephalus é uma espécie de ave da família Furnariidae.
Pode ser encontrada nos seguintes países: Equador e Peru.
Os seus habitats naturais são florestas secas tropicais ou subtropicais e florestas subtropicais ou tropicais húmidas de baixa altitude.
Está ameaçada por perda de habitat.